# Šank Rock
Šank Rock je slovenska rock skupina iz Velenja. Ustanovljena je bila leta 1982. Zasedba: pevec Matjaž Jelen, kitarist Miro Mramor, kitarist Zvone Hranjec, bobnar Aleš Uranjek, bas kitarist Cveto Polak in kasneje še klaviaturist Peter Slanič. Njihova prva plošča Pridite na žur je izšla leta 1987 - kmalu zatem, ko je zasedba začela sodelovanje z velenjskim menedžerjem in producentom Rajkom Đorđevićem (lastnikom televizijske postaje VTV ter kitaristom rock skupine Ave). Takrat se je zgodil hiter medijski preboj in Šank Rock je kmalu postal znan po vsej Sloveniji, zlasti pa je koncertiral na Primorskem.
Leta 1988 sta skupino zapustila kitarist Miro, ki se je takoj zatem pridružil zasedbi Chateau, in klaviaturist Peter, ki ga je nadomestil Davor Klarič. Izdali so še albuma Dobro in zlo (1988) ter Jaz nimam noč za spanje (1990).
Na začetku leta 1991 so se odločili, da bodo zamenjali kitarista Zvoneta Hrajnca. K sodelovanju so povabili virtuoza Bora Zuljana in z njim posneli prelomen album Šank rock IV. Sledila so leta koncertov in snemanj novih albumov. Leta 1994 so zamenjali basista in Cveta je nadomestil Inko Brus. Leta 1995 je skupina na ponudbo menedžerjev iz New Yorka odpotovala v ZDA posnet svoj 6. album Shut Up and Play / Poglej v svet, vendar si takrat vsi člani niso bili enotni, da bi ostali tam ter nadaljevali kariero v ZDA. Leta 1996 je zaradi nesoglasij skupino zapustil bobnar Aleš, ostali pa so nadaljevali z delom v Sloveniji in izdali še en album z novim bobnarjem Silvanom Lebanom. Nato so leta 1998 sporazumno prenehali z delom.
Leta 2002 se je Šank Rock ponovno aktiviral in to v zasedbi z Alešem na bobnih ter Cvetom na bas kitari. Leta 2006 so se zaradi nesoglasij razšli z Borom Zuljanom. Na njegovo mesto so povabili Rokija Petkoviča, s katerim so naredili album Senca sebe. V januarju 2011 sta zasedbo zaradi nesoglasij zapustila Cveto in Matjaž. Skupina je nato razpadla. 
Leta 2014 se je skupina ponovno zbrala za ekskluzivni nastop na prireditvi Pivo in cvetje v Laškem in se naknadno odločila za nadaljevanje glasbene kariere s trenutno zasedbo. Aprila 2015 je skupina z novo zasedbo izdala nov album Restart, ki vsebuje štiri nove skladbe ter šest ponovno posnetih skladb.
Januarja 2017 je skupina izdala nov album z naslovom "Nekaj več", 12. maja pa na Gospodarskem razstavišču v Ljubljani pod pokroviteljstvom Volkswagen Slovenija prične turnejo z naslovom "Nekaj več".
Turneja "Nekaj več" traja v obdobju 2017 - 2018.

## Zasedba

### Trenutna zasedba
- Matjaž Jelen - vokal (1982-1998; 2002-2010; 2014-)
- Bor Zuljan - kitara (1990-1998; 2002-2005; 2014-)
- Cveto Polak - bas (1982-1994, 2002-2010; 2014-)
- Aleš Uranjek - drums (1982 - 1997, 2002 - 2010, 2023 -)
- Samo Jezovšek - klaviature (2018 -)

### Nekdanji člani
- Miro Mramor - kitara (1982 - 1988)
- Zvone Hranjec - kitara (1982 - 1990)
- Peter Slanič - klaviature (1984 - 1988)
- Inko Brus - bas (1994 - 1998)
- Silvano Leban - bobni (1997 - 1998)
- Davor Klarič - klaviature (1988 - 2010)
- Roman Ratej - bobni (2014 - 2023)
- Roki Petkovič - kitara (2005 - 2010)
- Evstahij Trdin
- Sašo Gačnik (2014 - 2017)

## Diskografija
- Pridite na žur (ZKP RTVSLO, 1987)
- Dobro in zlo (ZKP RTVSLO, 1988)
- Jaz nimam noč za spanje (Jugoton, 1990)
- Šank Rock IV (Obzorja Maribor, Helidon, 1991)
- Moj nočni blues (Obzorja Maribor, Helidon, 1992, CD)
- V živo na mrtvo (Arthea, 1993, live)
- Crime Time (Long Island Records , ZKP RTVSLO, 1995)
- Bosa dama (ZKP RTVSLO, 1996, unplugged)
- Poglej v svet (ZKP RTVSLO 1996)
- Šank Rock X (ZKP RTVSLO, 1998)
- Od šanka do rocka (ZKP RTVSLO, 2002, best of...)
- Vzemi ali pusti (Menart Records, 2003)
- Na mrtvo v živo (Menart Records, 2004, live)
- Senca sebe (Dallas Records, 2006)
- Šank Rock - 25 let (Dallas Records 2008)
- Restart (Dallas Records, 2015)
- Nekaj več (2017)